# Parti de la liberté de Corée
Pour les articles homonymes, voir Parti de la liberté et GPN (homonymie).
Le Parti de la liberté de Corée (hangeul : 자유한국당, hanja : 自由韓國黨 , prononcé Jayu Hanguk dang), anciennement Parti Saenuri ou Parti de la nouvelle frontière (hangeul : 새누리당, hanja : 새누리黨, Saenuri dang), est un parti politique conservateur sud-coréen, l'un des deux grands partis de gouvernement depuis les années 1990, traditionnellement opposé aux différents partis libéraux qui se sont succédé.
Il s'est appelé Grand parti national (GPN, ou GNP selon l'acronyme anglais, hangeul : 한나라당, hanja : 한나라黨) Hannara dang jusqu'en février 2012, date de sa fusion avec le parti de Park Geun-hye, puis Parti Saenuri jusqu’en février 2017, le scandale Choi Soon-sil l'obligeant à changer de nom. Il est dirigé par In Myung-jin par intérim depuis le 23 décembre 2016. Au niveau international, il est membre de l'Union démocrate internationale.
Le parti est décrit de différentes manières comme de droite,, de droite populiste, ou d'extrême droite,. Il a également été décrit comme socialement conservateur et anticommuniste,,. Certaines factions internes du parti ont des tendances racistes, homophobes,, xénophobes et pro-dictature militaire.
Le parti fusionne début 2020 avec plusieurs partis mineurs pour former le Parti du futur uni.

## Histoire

### Grand parti national
Le Grand parti national est créé le 21 novembre 1997, en vue de l'élection présidentielle du 19 décembre suivant pour soutenir la candidature de Lee Hoi-chang, par la fusion du Parti de la nouvelle Corée de Kim Young-sam, héritier du Parti de la justice démocratique de Roh Tae-woo et donc avant cela du Parti démocratique républicain, l'ancien parti unique de Park Chung-hee et du Parti démocrate de 1991, lui-même ayant fait scission du Parti de la nouvelle Corée, anciennement connu sous le nom de Parti démocrate libéral (à ne pas confondre avec le Parti démocrate du millénaire, alors formation de centre gauche qui défend la candidature de Kim Dae-jung, élu président face à Lee Hoi-chang et issu d'une scission de ce Parti démocrate). 
En tête aux élections législatives du 13 avril 2000, il obtient 133 sièges et 39 % des voix, parvenant à mettre en minorité, en 2004, le président Roh Moo-hyun avec l'appui d'élus du Parti démocratique du millénaire (majoritaire).
La crise politique qui en a résulté est résolue par les élections législatives le 15 avril 2004. Celles-ci se sont traduites par une courte défaite du GPN (121 sièges sur 299 et 35,8 % des suffrages, contre 152 et 38,3 % au Parti Uri de Roh Moo-hyun). Toutefois, les revers de la majorité parlementaire et présidentielle, lors des élections partielles organisées entre 2004 et 2007, ont renforcé le GPN.
Les élections locales du 31 mai 2006 se sont soldées par une nette avancée du Grand parti national, critique vis-à-vis de la politique du président Roh Moo-hyun à l'égard de Pyongyang, jugée trop conciliante par le GPN, avant que le parti ne se rallie, en juillet 2007, au principe d'un développement des échanges intercoréens. (voir l'article détaillé sur les Relations entre la Corée du Nord et la Corée du Sud). Mais les scandales politiques et les inégalités sociales restent le principal facteur d'impopularité du président Roh Moo-hyun.
L'échec du GPN aux élections législatives partielles du 25 avril 2007 a affaibli sa position de favori pour l'élection présidentielle de 2007.
Lors de la primaire interne d'août 2007 en vue de l'élection présidentielle, Park Geun-hye, ancienne présidente du parti et fille de Park Chung-hee, est battue par l'ancien maire de Séoul Lee Myung-bak par 48,1 % des voix contre 49,6 %.
Ce dernier a remporté l'élection présidentielle du 19 décembre 2007, consacrant ainsi le retour du GPN au pouvoir après dix ans dans l'opposition. Il gagne ensuite très largement les élections législatives du 9 avril 2008 (153 sièges sur 299, 43,45 % au vote par circonscription et 37,48 % à la proportionnelle). Il est allié avec le Parti de l'avancement de la liberté de Lee Hoi-chang (qui a quitté le GPN à la suite du succès de sa candidature dissidente à l'élection présidentielle de 2007, 18 députés élus en 2008) et la Coalition pro-Park (créée par des dissidents du GPN partisans de la candidature de Park Geun-hye, 14 députés élus en 2008).

### Fusion avec le parti de Park Geun-hye et changement de nom
En décembre 2011, Park Geun-hye prend la direction du parti à l'approche des élections législatives de 2012. Celle-ci fait fusionner son parti avec le GPN, qui prend le nom de Parti de la nouvelle frontière. Le parti cherche alors à se démarquer du président Lee Myung-bak et il propose, comme le principal parti d'opposition, une aide sociale universelle. Le parti gagne les élections législatives du 11 avril 2012 avec une courte majorité absolue (152 sièges sur 300, 43,3 % au vote par circonscription, 42,8 % à la proportionnelle). Il est toujours allié au Parti de l'avancement de la liberté (dont la représentation est réduite à seulement cinq députés). 
Le 15 mai 2012, Park Geun-hye laisse la présidence du parti à Hwang Woo-yea (ko) afin de se concentrer sur sa campagne aux primaires pour l'élection présidentielle du 19 décembre 2012. Elle remporte très largement ces primaires le 20 août 2012, avec 83,97 % des suffrages exprimés, face au gouverneur de Gyeonggi, Kim Moon-soo (8,68 %), au député (et un temps proposé par Lee Myung-bak au poste de Premier ministre en 2010, il avait dû se retirer avant le vote de confirmation du Parlement en raison de la forte levée de boucliers face à sa candidature) Kim Tae-ho (3,2 %), à l'ancien ministre, et collaborateur de Lee Myung-bak, Yim Tae-hee (2,69 %) et à l'ancien maire d'Incheon Ahn Sang-soo (1,55 %).

### Parti de la liberté de Corée
Compromis par le scandale de corruption qui a conduit à la destitution de la présidente Park Geun-hye, le parti décide de changer de nom en 2017.
Le parti de la liberté s'oppose aux efforts de rapprochement inter-coréens déployés par le président Moon Jae-in, et l'accuse d'« abandonner le pays au Nord ». L'un de ses principaux responsables, Hong Joon-pyo, a enjoint à Donald Trump de ne jamais cesser d'exiger la dénucléarisation de la Corée du Nord comme préalable à la discussion, et de préserver l'alliance entre les États-Unis et la Corée du Sud pour se prémunir non seulement contre Pyongyang, mais aussi contre la Chine et la Russie. Face au gouvernement, l'opposition conservatrice est soutenue par la majorité des titres de presse.

## Controverses

### Faux-nez en ligne
Le parti a des antécédents d'embauche et de paiement secrets d'étudiants universitaires pour générer des réponses en ligne favorables au GPN. Le 2 juillet 2009, Jin Seong-ho, membre du GNP, s'est officiellement excusé pour avoir déclaré que « le GPN occupait Naver », l'un des plus importants portails internet sud-coréens.

### 8 décembre 2010: adoption de projets de loi controversés
Le parti a adopté un projet de loi relatif au budget national pour l'année 2011 sans la participation des partis d'opposition le 8 décembre 2010. Cela avait déjà provoqué des violences législatives. Ce processus d'adoption du projet de loi budgétaire a suscité une controverse sur une éventuelle illégalité. À la suite de cet incident, de nombreux groupes politiques, universitaires et citoyens sud-coréens ont exprimé leur indignation à l'égard de la politique dominante actuelle. L'adoption forcée du projet de loi était principalement due aux différends budgétaires concernant le projet controversé des quatre rivières majeures (en). De nombreux bouddhistes en Corée du Sud ont critiqué le projet de loi budgétaire pour avoir négligé le programme national Temple Stay. Cela a conduit l'Ordre Jogye, le plus grand ordre bouddhiste de Corée du Sud, à rompre ses liens avec le GPN et à devenir financièrement indépendant sans aucune aide du gouvernement. Les stagiaires et le personnel travaillant à l'Assemblée nationale se sont officiellement plaints le 17 décembre de l'impossibilité de recevoir leur salaire après l'adoption de ce projet de loi.

## Résultats électoraux

### Élections présidentielles
| Année | Candidat      | Voix       | %    | Rang |
| ----- | ------------- | ---------- | ---- | ---- |
| 1997  | Lee Hoi-chang | 9 935 718  | 38,7 | 2e   |
| 2002  | Lee Hoi-chang | 11 443 297 | 46,5 | 2e   |
| 2007  | Lee Myung-bak | 11 492 389 | 48,7 | 1er  |
| 2012  | Park Geun-hye | 15 773 128 | 51,6 | 1er  |
| 2017  | Hong Joon-pyo | 7 841 017  | 24,1 | 2e   |

### Élections législatives
| Année | Sièges    | Voix      | %    | Rang |
| ----- | --------- | --------- | ---- | ---- |
| 2000  | 133 / 273 | 7 365 359 | 39,0 | 2e   |
| 2004  | 121 / 299 | 7 613 660 | 35,8 | 2e   |
| 2008  | 153 / 299 | 6 421 727 | 37,4 | 1er  |
| 2012  | 153 / 300 | 9 130 651 | 42,8 | 1er  |
| 2016  | 122 / 300 | 7 960 272 | 33,5 | 2e   |

## Identité visuelle

Logo de 1997 à 2004
Logo de 2004 à 2012
Logo de 2012 à 2017
Logo de 2017 à 2020